# Primera Divisió 2013-2014
La Primera Divisió 2013-2014 è stata la 19ª edizione del campionato andorrano di calcio di massima divisione. La stagione ufficiale è iniziata il 22 settembre 2013 ed è terminata il 4 maggio 2014. L'FC Santa Coloma ha vinto il titolo per la 7ª volta nella sua storia.

## Regolamento del campionato
Al campionato, diviso in una fase di regular season e in una fase di playoff, prendono parte otto club. Durante la regular season le squadre si affrontano in gare di andata e ritorno per un totale di 14 partite.
Al termine di questa fase le prime quattro classificate disputano fra loro un girone di playoff con gare di andata e ritorno.
Le ultime quattro classificate del campionato si affrontano invece fra loro in un girone di playout per stabilire le due retrocessioni: l'ultima classificata è retrocessa direttamente in Segona Divisió mentre la penultima sfida la seconda classificata del campionato di Segona Divisió per ottenere l'ultimo posto disponibile nella massima serie.
Le squadre qualificate alle coppe europee sono tre: la vincente partecipa alla UEFA Champions League 2014-2015, la seconda classificata e la vincitrice della Copa Constitució alla UEFA Europa League 2014-2015.

## Squadre partecipanti
| Squadra         | Città            | Stadio                            |
| --------------- | ---------------- | --------------------------------- |
| Encamp          | Encamp           | Estadi Comunal d'Aixovall         |
| FC Santa Coloma | Santa Coloma     | Estadi Comunal d'Aixovall         |
| Inter Escaldes  | Escaldes         | Estadi Comunal d'Aixovall         |
| Lusitans        | Andorra la Vella | Estadi Comunal d'Andorra la Vella |
| Ordino          | Ordino           | DEVK-Arena                        |
| Principat       | Andorra la Vella | Estadi Comunal d'Andorra la Vella |
| Sant Julià      | Aixovall         | Estadi Comunal d'Aixovall         |
| UE Santa Coloma | Santa Coloma     | Estadi Comunal d'Aixovall         |

## Prima Fase

### Classifica
|  | Pos. | Squadra         | Pt | G  | V  | N | P  | GF | GS | DR  |
|  | ---- | --------------- | -- | -- | -- | - | -- | -- | -- | --- |
|  | 1.   | FC Santa Coloma | 32 | 14 | 10 | 2 | 2  | 41 | 7  | +34 |
|  | 2.   | Lusitans        | 30 | 14 | 10 | 0 | 4  | 50 | 11 | +39 |
|  | 3.   | Sant Julià      | 30 | 14 | 9  | 3 | 2  | 41 | 14 | +27 |
|  | 4.   | UE Santa Coloma | 29 | 14 | 9  | 2 | 3  | 35 | 17 | +18 |
|  | 5.   | Ordino          | 20 | 14 | 6  | 2 | 6  | 26 | 27 | -1  |
|  | 6.   | Encamp          | 13 | 14 | 4  | 1 | 9  | 21 | 47 | -26 |
|  | 7.   | Inter Escaldes  | 7  | 14 | 2  | 1 | 11 | 11 | 41 | -30 |
|  | 8.   | Principat       | 1  | 14 | 0  | 1 | 13 | 1  | 62 | -61 |

Legenda:

      Ammesse ai play-off

      Ammesse ai play-out

Note:

Tre punti a vittoria, uno a pareggio, zero a sconfitta.

### Risultati
|                       | Enc | FCS | Lus | Int | Ord | Pri | SJu | UES |
| --------------------- | --- | --- | --- | --- | --- | --- | --- | --- |
| Encamp                | ––– | 0-7 | 1-6 | 3-2 | 0-1 | 0-0 | 1-2 | 2-3 |
| FC Santa Coloma       | 1-3 | ––– | 2-0 | 3-0 | 4-0 | 8-0 | 0-0 | 2-0 |
| Lusitans              | 8-0 | 3-1 | ––  | 4-0 | 1-2 | 8-0 | 3-2 | 5-0 |
| Inter Club d'Escaldes | 2-4 | 0-3 | 0-4 | ––– | 1-5 | 1-0 | 0-6 | 0-4 |
| Ordino                | 4-0 | 0-4 | 1-5 | 1-1 | ––– | 2-1 | 1-3 | 0-1 |
| Principat             | 0-5 | 0-4 | 0-5 | 0-3 | 0-5 | ––– | 0-4 | 0-5 |
| Sant Julià            | 6-0 | 0-2 | 1-0 | 2-0 | 3-3 | 7-0 | ––– | 2-1 |
| UE Santa Coloma       | 5-2 | 0-0 | 1-0 | 2-1 | 3-0 | 7-0 | 3-3 | ––– |

## Seconda fase
Le squadre mantengono i punti conquistati nella prima fase.

### Playoff
|                    | Pos. | Squadra         | Pt | G  | V  | N | P | GF | GS | DR  |
| ------------------ | ---- | --------------- | -- | -- | -- | - | - | -- | -- | --- |
| Andorra (bandiera) | 1.   | FC Santa Coloma | 42 | 20 | 13 | 3 | 4 | 50 | 12 | +38 |
|                    | 2.   | UE Santa Coloma | 39 | 20 | 12 | 3 | 5 | 40 | 24 | +16 |
|                    | 3.   | Sant Julià      | 38 | 20 | 11 | 5 | 4 | 46 | 19 | +27 |
|                    | 4.   | Lusitans        | 35 | 20 | 11 | 2 | 7 | 57 | 20 | +37 |

Legenda:

      Campione di Andorra e ammessa alla UEFA Champions League 2014-2015

      Ammessa alla UEFA Europa League 2014-2015

Note:

Tre punti a vittoria, uno a pareggio, zero a sconfitta.

### Risultati playoff
|                 | Lus | FcS | UeS | SJu |
| --------------- | --- | --- | --- | --- |
| Lusitans        | ––– | 1-3 | 1-1 | 1-2 |
| FC Santa Coloma | 0-2 | ––– | 0-1 | 2-1 |
| UE Santa Coloma | 2-1 | 0-4 | ––– | 1-0 |
| Sant Julià      | 1-1 | 0-0 | 1-0 | ––– |

### Playout
|  | Pos. | Squadra        | Pt | G  | V | N | P  | GF | GS | DR  |
|  | ---- | -------------- | -- | -- | - | - | -- | -- | -- | --- |
|  | 1.   | Ordino         | 32 | 20 | 9 | 5 | 6  | 41 | 34 | +7  |
|  | 2.   | Encamp         | 25 | 20 | 7 | 4 | 9  | 34 | 53 | -19 |
|  | 3.   | Inter Escaldes | 11 | 20 | 3 | 2 | 15 | 16 | 55 | -39 |
|  | 4.   | Principat      | 5  | 20 | 1 | 2 | 17 | 8  | 75 | -67 |

Legenda:

      Ammessa allo spareggio promozione-retrocessione

      Retrocessa in Segona Divisió 2014-2015

Note:

Tre punti a vittoria, uno a pareggio, zero a sconfitta.

### Risultati playout
|                       | Enc | Int | Ord | Pri |
| --------------------- | --- | --- | --- | --- |
| Encamp                | ––– | 3-0 | 1-1 | 2-2 |
| Inter Club D'Escaldes | 1-3 | ––– | 1-4 | 1-3 |
| Ordino                | 2-2 | 1-1 | ––– | 3-2 |
| Principat             | 0-2 | 0-1 | 0-4 | ––– |

### Spareggio
|                |       |                | Città e data                        |
| -------------- | ----- | -------------- | ----------------------------------- |
| Inter Escaldes | 4 - 0 | Jenlai         | Sant Julià de Lòria, 11 maggio 2014 |
| Jenlai         | 1 - 2 | Inter Escaldes | Sant Julià de Lòria, 18 maggio 2014 |

L'Inter Club d'Escaldes ottiene la permanenza in Primera Divisió.

## Verdetti
- Campione di Andorra:  FC Santa Coloma
- In UEFA Champions League 2014-2015:  FC Santa Coloma
- In UEFA Europa League 2014-2015:  UE Santa Coloma
- Retrocesso in Segona Divisió:  Principat